# Plainville (Calvados)
Pour les articles homonymes, voir Plainville.
Plainville est une ancienne commune française du département du Calvados. Elle n'a connu qu'une brève existence : entre 1795 et 1800, la commune est supprimée et rattachée à Percy.

## Source
- Des villages de Cassini aux communes d'aujourd'hui, « Notice communale : Plainville », sur ehess.fr, École des hautes études en sciences sociales.